# Ichthyologie

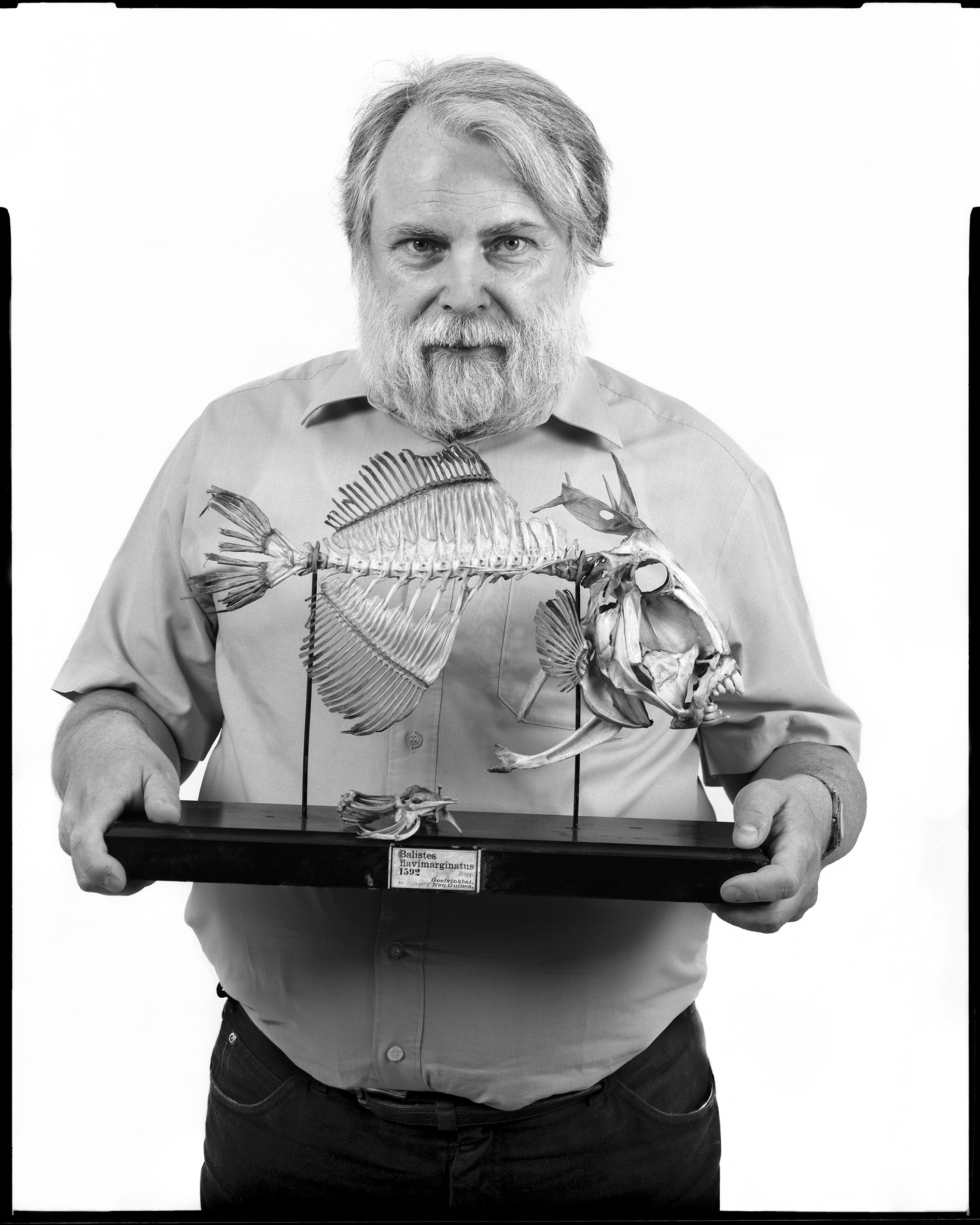
Ichthyologe mit dem Präparat eines Gelbsaum-Drückerfischs

Die Ichthyologie (griechisch ἰχθῦς ichthŷs oder ἰχθύς ichthýs, deutsch ‚Fisch‘ und -logie), auch Fischkunde, ist ein Teilgebiet der Zoologie, das sich mit den Fischen unter natürlichen und künstlichen Lebensbedingungen beschäftigt.
Während die meisten Gattungen der Fische mittlerweile bestimmt sind, sind Biologie und Verhalten der Fische noch weitgehend unerforscht.
Zu den ersten fischkundlichen Texten der Antike gehört das Fischgedicht Halieutika von Oppian. Die ersten wissenschaftlichen Abbildungswerke mit ichthyologischen Illustrationen entstanden Mitte des 16. Jahrhunderts in Paris durch Pierre Belon. Kurz darauf erschien auch das „Fischbuch“ von Conrad Gessner, der 1557 auch das Fischbuch von Gregor Mangolt publiziert hatte.
Die Praxis der Ichthyologie steht in Verbindung mit der Limnologie, Meeresbiologie und der Meereskunde.
Zu den wichtigsten Ichthyologen zählen:
- Louis Agassiz (1807–1873)
- Pieter Bleeker (1819–1878)
- Marcus Élieser Bloch (1723–1799)
- Eugenie Clark (1922–2015)
- Josef Fiebiger (1870–1956)
- Jacques Géry (1917–2007)
- Hans Hass (1919–2013)
- Bruno Hofer (1861–1916)
- David Starr Jordan (1851–1931)
- Wolfgang Klausewitz (1922–2018)
- Rudolf Kner (1810–1869)
- Franz Steindachner (1834–1919)
- Günther Sterba (1922–2021)

Ein prominenter Ichthyologe ist der ehemalige Kaiser Akihito von Japan.